# هشيم (اسم)
هشيم هو اسم علم مذكر من أصل عربي، ومعناه هو من الهشم، وهو الكسر، والرجل الهرم والرجل النبيل.

## شخصيات تحمل الاسم
- هشيم بن بشير

## وصلات خارجية
- موسوعة السلطان قابوس لأسماء العرب